# Ełektron T19
Ełektron T19 – 12-metrowy, niskopodłogowy trolejbus miejski, który jest produkowany w ukraińskich zakładach Ełektron. Projekt powstał w 2014 roku, a pierwszy model wyprodukowano w 2014 roku. Pojazdy tego typu eksploatowane są obecnie na Ukrainie.
Pierwszy egzemplarz został zbudowany na zlecenie miasta Lwowa.

## Modyfikacje

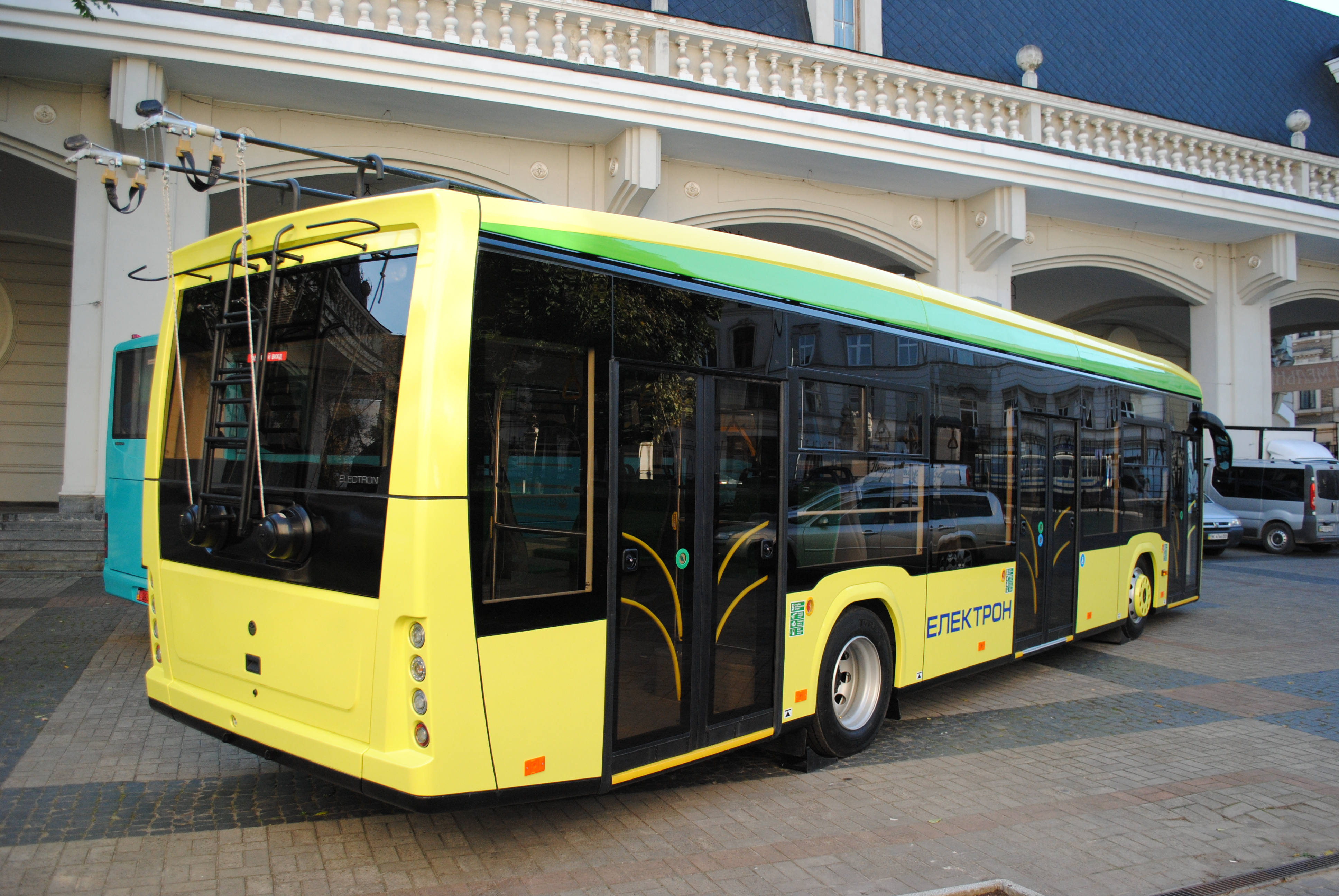
Ełektron T19

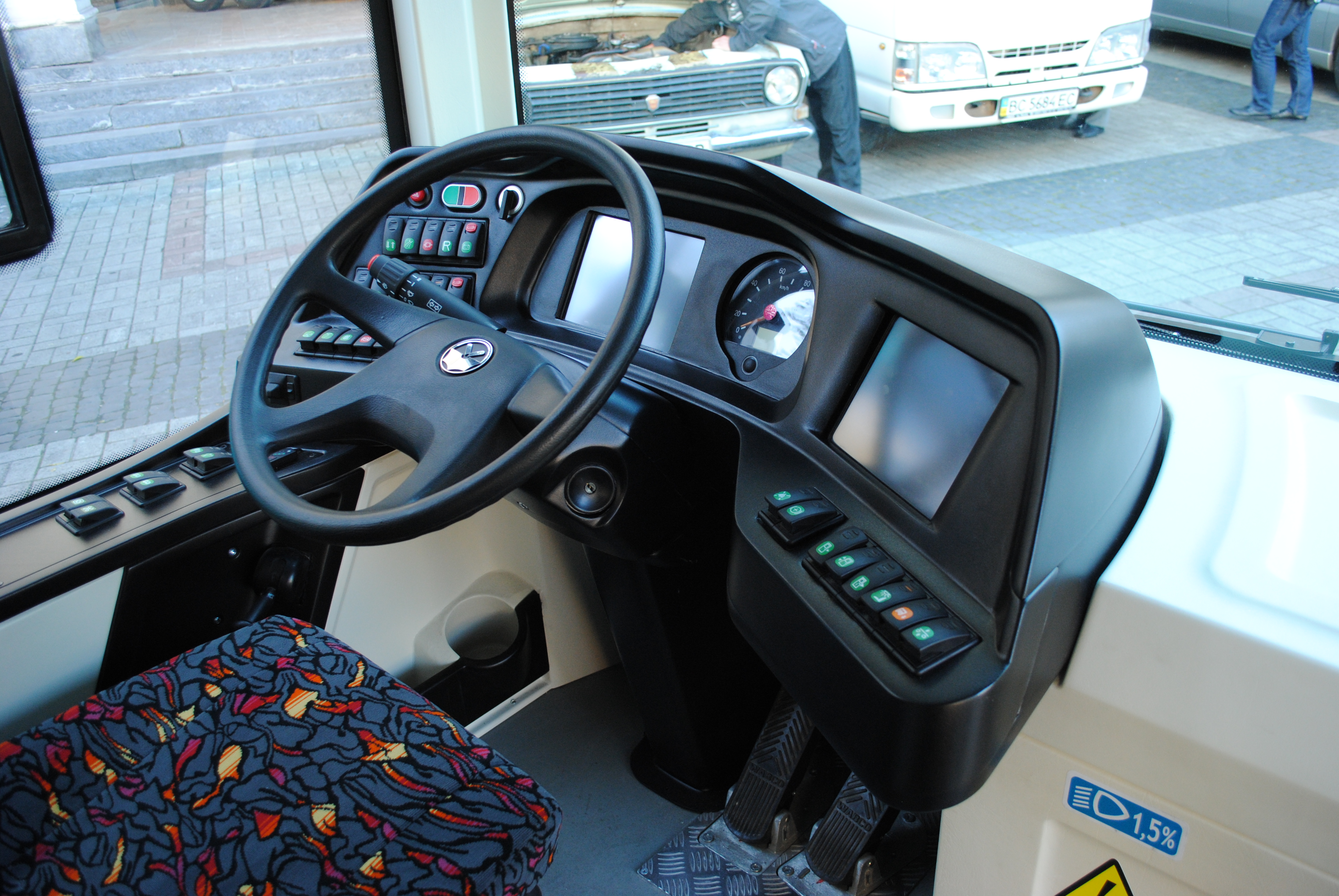
Ełektron T19

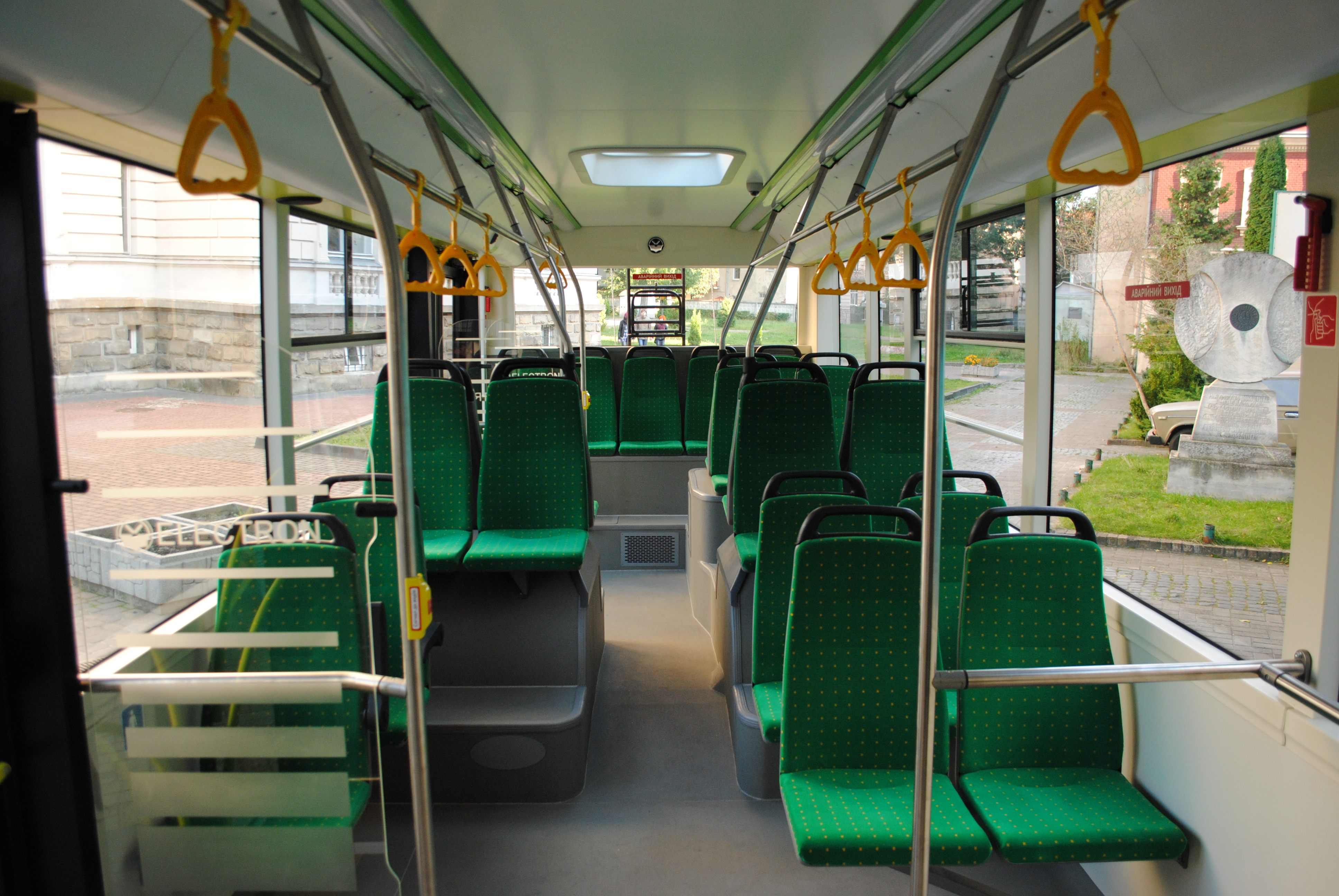
Ełektron T19

- Electron T19101 - 12-metrowy trolejbus z silnikiem indukcyjnym DTA-2U1 i konwerterem PTAD-202m-180-129 CHERHOS, wydany w 2014 roku.
- Electron T19102 - 12-metrowy trolejbus z silnikiem indukcyjnym Electrotyazhmash AD-903U1 trakcji i konwerterem ENI-ZNT200 Enika, produkowany od 2015 r.
- Electron T19103 - 12-metrowy trolejbus z silnikiem indukcyjnym i konwerterem SBU 20 CEGELEC (sertefikovanyy lecz nie wykonane).

## Ełektron T19 w Europie
| Państwo | Miasto      | Operator | Liczba (według operatora) | Liczba (według kraju) |
| ------- | ----------- | -------- | ------------------------- | --------------------- |
| Ukraina | Lwów        | LKV      | 8                         | 10                    |
| Ukraina | Chmielnicki | CKV      | 2                         | 10                    |